# 蚌埠东站
蚌埠东站位于安徽省蚌埠市东郊，是一个京沪铁路、水蚌铁路上的铁路车站。车站目前为上海局集团蚌埠直属站管辖的一等站，为一级二场横列式区段站，主要承担主要承担南京东、徐州北、淮南西、合肥东、青龙山5个方向货物列车编组解体和接发列车任务。不办理客运业务，整车普通货物到发。

## 历史
1909年津浦铁路蚌埠段和淮河大桥相继开工，津浦路局遂正式设立长淮卫站。1958年铁路部门对津浦线符浦段进行复线化工程时撤销长淮卫站:47。
1970年代，铁路部门计划在蚌埠东郊原长淮卫站站址兴建区段站蚌埠东站，并接入新建成的长淮卫淮河铁桥。车站于1970年7月17日开工，至1975年6月1日全面开通启用。蚌埠东站部分取代蚌埠老站（除客货运）的作用，主要承担客货列车直通和货物列车编组，实现蚌埠铁路枢纽客货分流:216。1980年代，该站进行过三次扩建改造。
2002年12月，蚌埠东站驼峰实现自动化。
水蚌铁路电气化工程计划实施蚌埠改线段，从刘府站北侧新建至蚌埠东站的线路以绕开蚌埠市区。车站于2020年4月开始接入改造工程。2020年12月8日，水蚌铁路外绕线经施工后接入蚌埠东站下行咽喉，分别接入京沪下行线南京端咽喉和既有存车线，并于12月22日正式开通。

## 车站结构
蚌埠东站为一级二场区段站，共设有股道45条（含正线、到发线、调车线、货物线和专用线），配有2台调车机。车站到发场设16条股道、调车场设16条股道，驼峰位于调车场东侧；另设2条站修线:216。
车站货场位于胜利东路防洪路，面积1.39万平方米。车站货场服务固镇、五河、凤阳、灵壁、定远等地区，主要到发品为粮食、非金矿、盐、集装箱、石油。车站设有4条货物线:216、面积405平方米的仓库1座及面积2929平方米的整车货棚1座。货场设有通往中铁二十四局集团安徽工程有限公司物流分公司、中石油安徽销售分公司、南京东机务段蚌埠运用车间、新奥蚌埠、海螺水泥和经纬轮辋钢的专用线。

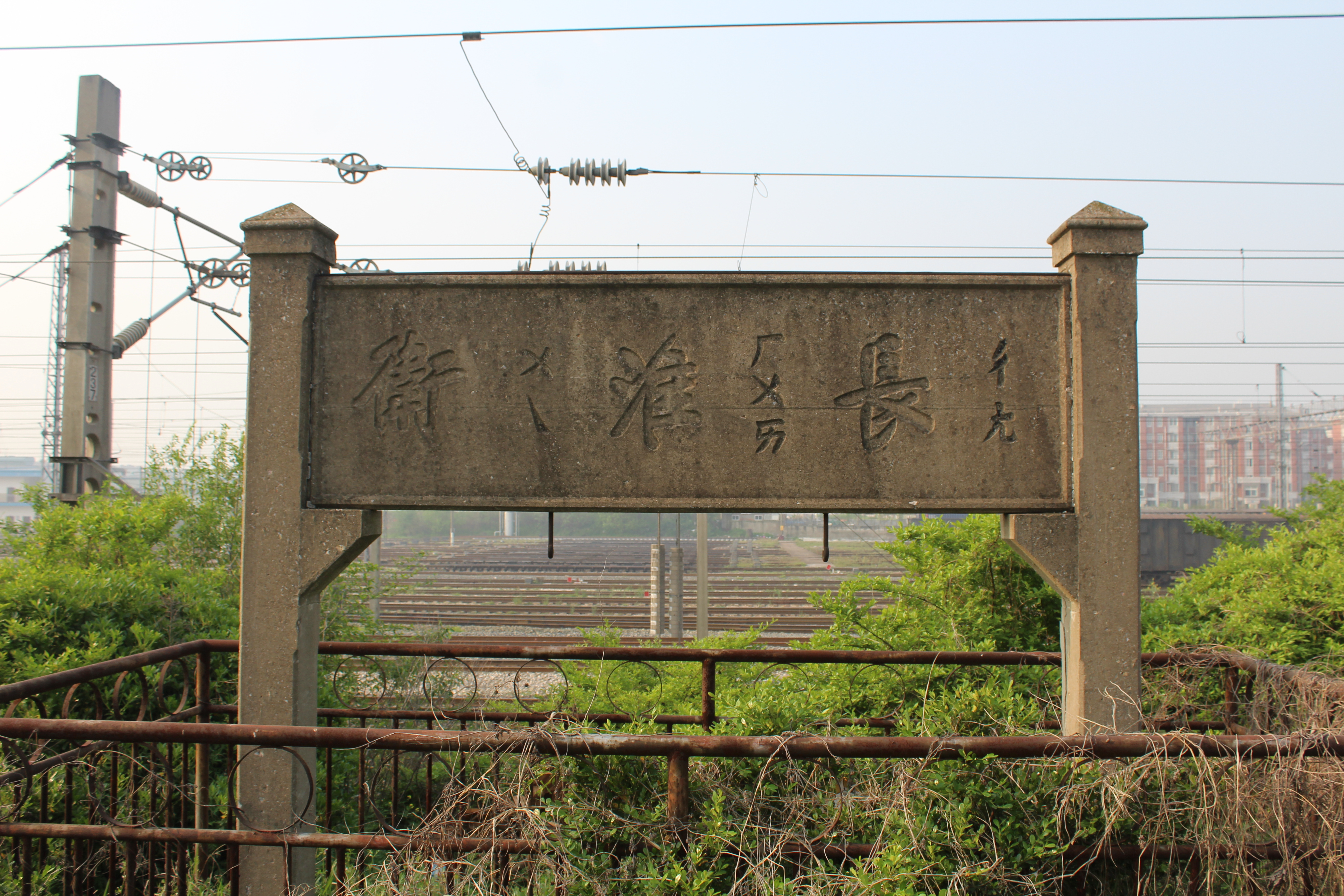
蚌埠东站曾经使用过的长淮卫站站牌
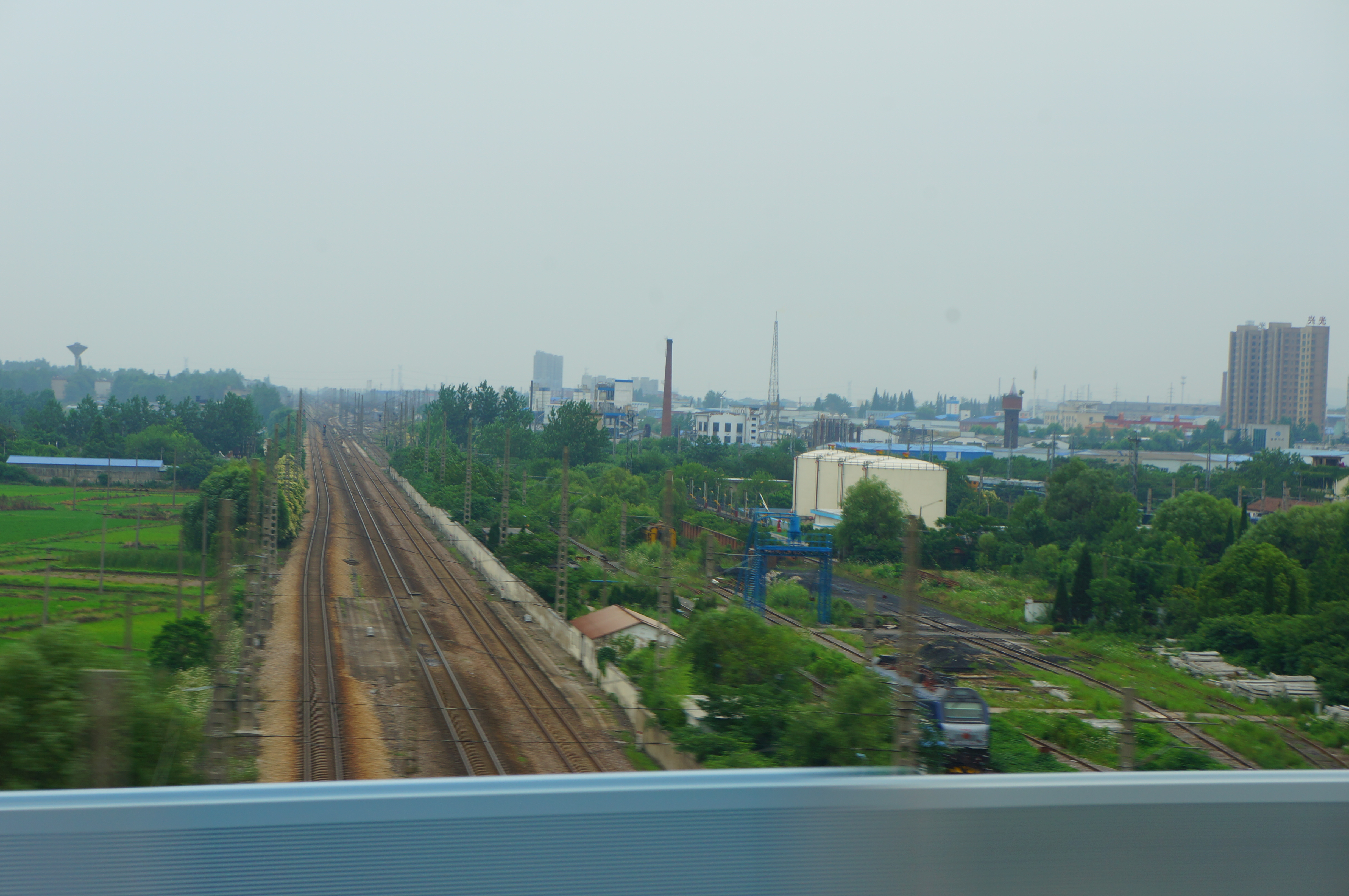
蚌埠东站站前咽喉
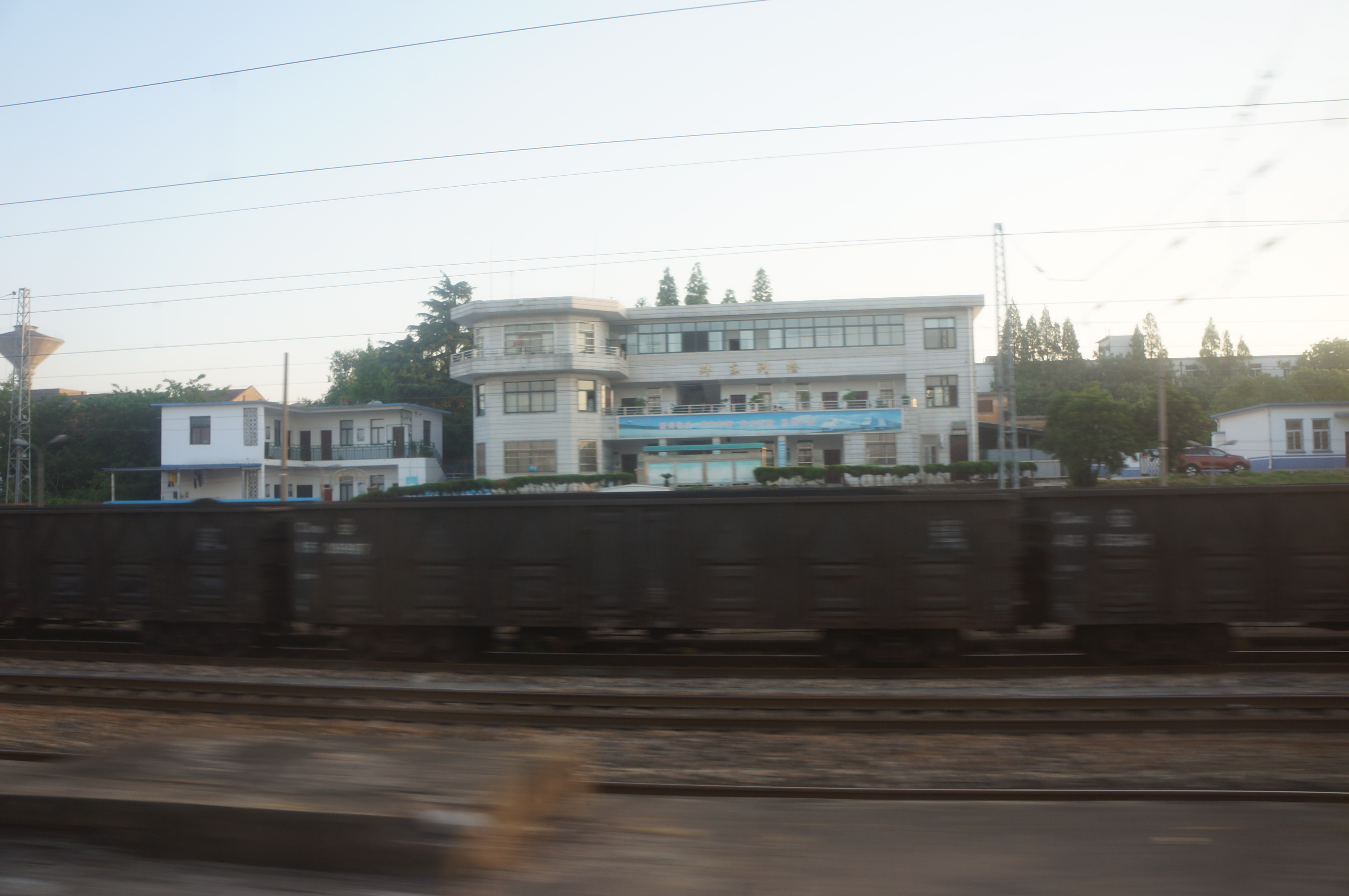
车站调度室
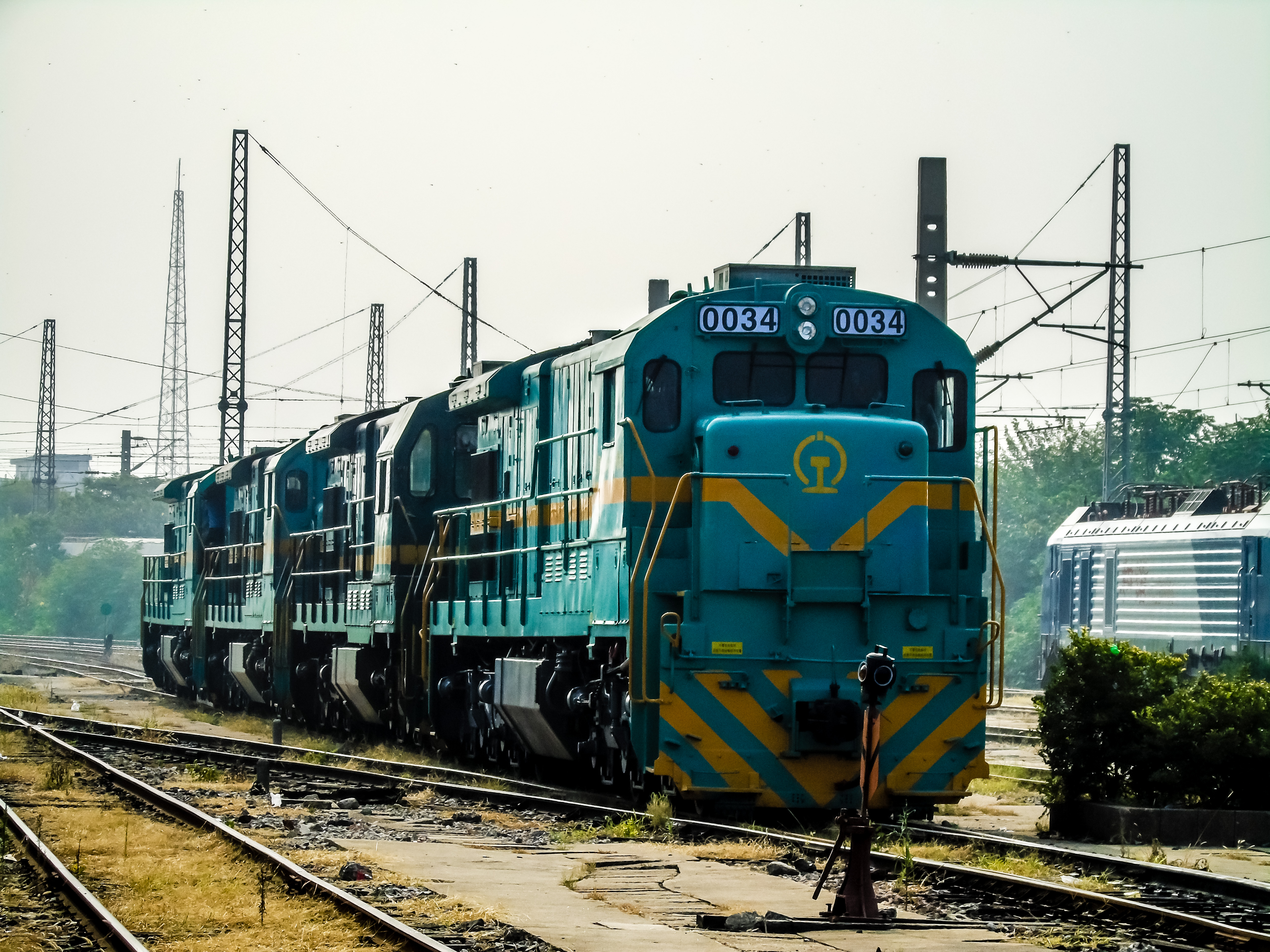
停靠在折返段内的ND5

## 通勤列车

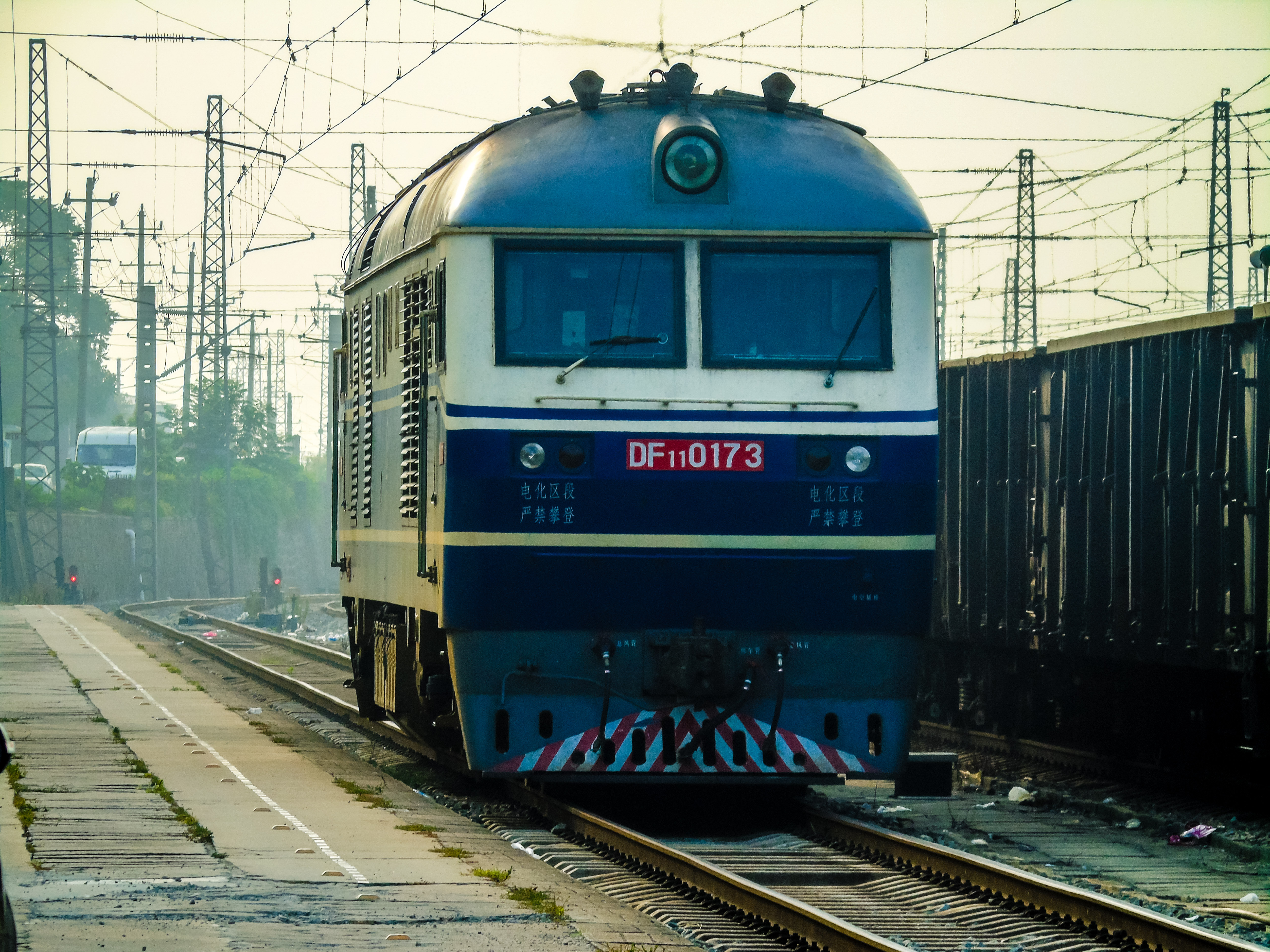
8471次到达机在蚌埠东站

- 蚌埠东站2018年7月前每日开行两对通勤列车，车次为8471/2、8473/4，早晚各一对，承担两站职工通勤需求。列车共停靠蚌埠站、宏业村、机务基地、蚌埠东站两个车站和两个乘降所。车底共3节YZ25B型硬座车，共一组，存于蚌埠站存车线。采用南京东机务段蚌埠运用车间的东风11型柴油机车牵引，全列硬座，不设餐车。
- 该列车于2018年7月1日起取消[13]。
- 列车时刻表数据截至2017年9月21日。[14]

| 8473次 | 8473次 | 8474次 | 8474次 | 沿途车站及乘降所 | 8471次 | 8471次 | 8472次 | 8472次 |
| 到点   | 开点   | 到点   | 开点   | 沿途车站及乘降所 | 到点   | 开点   | 到点   | 开点   |
| ------ | ------ | ------ | ------ | ---------------- | ------ | ------ | ------ | ------ |
|        | 07:00  | 08:54  |        | 蚌埠站           |        | 18:40  | 20:10  |        |
| 07:05  | 07:06  | 08:48  | 08:49  | 宏业村           | 18:45  | 18:47  | 20:03  | 20:05  |
| 07:14  | 07:15  | 08:39  | 08:40  | 机务段           | 18:55  | 18:56  | 19:53  | 19:55  |
| 07:21  |        |        | 08:33  | 蚌埠东站         | 19:02  |        |        | 19:47  |